# کاربید سمانته

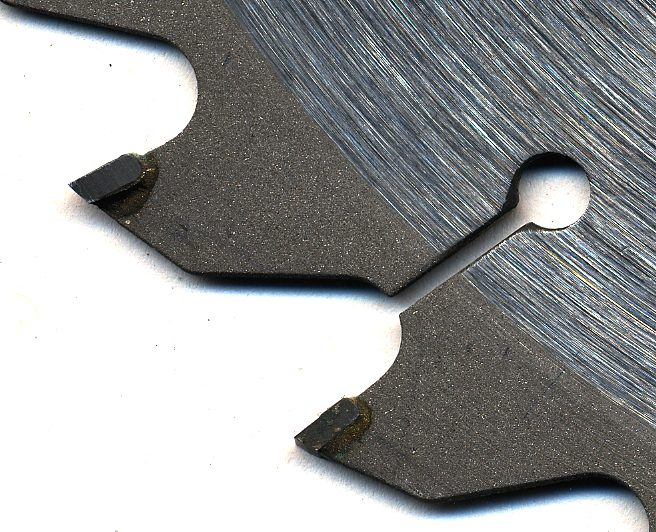
صفحه اره گرد بر با تیغچه‌هایی از جنس کاربید تنگستن

کاربیدهای سمانته (به انگلیسی: Cemented carbide) خانواده ای از مواد کامپوزیتی هستند که از ذرات سرامیکی کاربیدی نشانده شده در داخل یک چسب فلزی تشکیل شده اند. کاربیدهای سمانته موادی سخت بوده که به صورت گسترده‌ای در ساخت ابزارهای برشی و همچنین برخی کاربردهای دیگر صنعتی استفاده می‌شود. کاربیدهای سمانته معمولاً از موادی مانند کاربید تنگستن، کاربید تیتانیم، کاربید تانتالم به عنوان ماده توده ای استفاده می‌کند. معمولاً منظور از «کاربید» و «کاربید تنگستن» در صنعت همین "کامپوزیت‌های سمانته" است.
در بیشتر مواقع، استفاده از ابزارهای برشی کاربیدی، پرداخت سطح بهتری نسبت به ابزارهای برشی فولاد تندبر و فولادهای ابزاری ایجاد می‌کند. ابزارهای برشی کاربیدی قابلیت تحمل دمای بیشتری نسبت به ابزارهای برشی فولادتندبر استاندارد دارند. کاربید معمولاً در برش مواد سخت مانند فولاد کربنی یا فولاد زنگ نزن و همچنین در شرایطی که دیگر ابزارهای برشی زودتر از بین می‌روند، مانند تولید با مقادیر زیاد، برتری دارد.
کاربیدهای سمانته در حقیقت جزو سرمت‌ها طبقه‌بندی می‌شوند اما به دلیل اهمیت معمولاً به صورت جداگانه به آنها پرداخته می‌شود. این مواد جزو کامپوزیت‌های ماتریس فلزی طبقه‌بندی می‌شوند، چرا که ماتریس آن یک چسب یا بایندر فلزی است که کل توده مواد را به یکدیگر متصل می‌کند. با این حال قسمت عمده این توده مواد را ذرات کاربیدی تشکیل می‌دهند. (معمولاً ۸۰ تا ۹۶ درصد حجمی ماده).

## کاربردها
مهمترین کاربید سمانته در صنعت، کاربیدتنگستن نشانده شده در داخل بایندر کبالتی است. معمولاً در این خانواده مخلوط‌های خاصی از کاربید تنگستن، کاربید تیتانیم، کاربید تانتالم در ماتریس کبالتی نیز وجود دارند، که کاربید تنگستن در آنها جزء اصلی تشکیل دهنده مخلوط می‌باشد. سایر کاربیدها شامل تیتانیم کاربید در ماتریس نیکلی و کاربید کروم در ماتریس نیکلی می باشد.
برای تولید قطعه ای مستحکم و فاقد تخلخل، پودرهای کاربید باید در داخل یک بایندر فلزی، تف جوشی شوند. کبالت برای کاربید تنگستن مناسب است، در حالیکه نیکل برای کاربیدهای تیتانیم و کروم بهتر است. پودرهای بایندر و کاربید در داخل یک آسیاب گلوله‌ای به صورت مرطوب کاملاً مخلوط می‌شوند تا یک دوغاب همگن حاصل شود. آسیاب همچنین وظیفه ریزتر کردن پودر را نیز به عهده دارد. سپس این دوغاب در یک محیط کنترل شده یا خلاء خشک می‌شود تا از اکسید شدن پودر در هنگام آماده‌سازی پودر جلوگیری گردد.

#### اینسرت‌های برش فلز

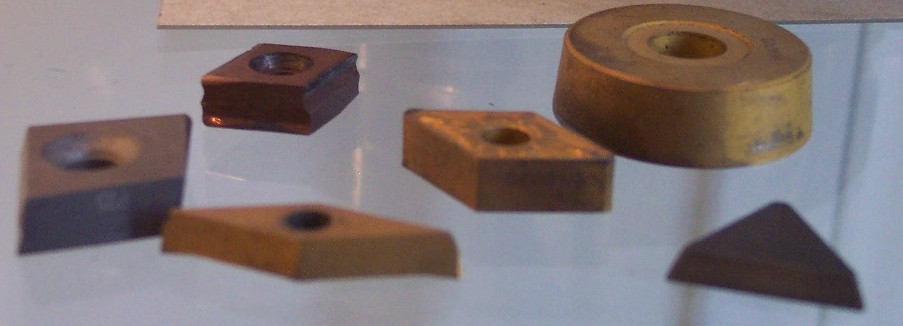
اینسرت‌های کاربید تنگستنی

#### سایر کاربردهای صنعتی
این دسته شامل تعداد بی شماری از کاربردها است، اما می‌تواند به سه قسمت اصلی تقسیم شود:
- اجزای مهندسی شده
- قطعات سایشی
- ابزارها و جاهای خالی ابزار

برخی از مناطق اصلی که از اجزای کاربید سمانته استفاده می‌شود:
- اجزای خودرو
- ابزار کنسروسازی برای کشش عمیق قوطی‌های دو تکه
- ابزارهای برش دوار برای برش سریع الیاف مصنوعی
- ابزارهای تشکیل فلز برای کاربردهای کشش مفتول و مهر زنی
- نجاری، به عنوان مثال، برای اره
- پیستون پمپ برای پمپ‌های با کارایی بالا (به عنوان مثال، در تأسیسات هسته ای)
- نازل، به عنوان مثال، نازل با عملکرد بالا در حفاری نفت
- ساچمه برای بلبرینگ و خودکار (سرساچمه ای)